# Ministerio de Agricultura y Desarrollo Rural
El Ministerio de Agricultura y Desarrollo Rural (Minagricultura - MA) es un Ministerio de la República de Colombia que tiene como objetivos primordiales la formulación, coordinación y adopción de las políticas, planes, programas y proyectos del Sector Agropecuario, Pesquero y de Desarrollo Rural. Su sede se encuentra en el Edificio Pedro A. López, la avenida Eje Ambiental de la ciudad de Bogotá.

## Historia
El Ministerio de Agricultura fue creado por la ley 25 del 8 de octubre de 1913 como "Ministerio de Agricultura y Comercio", por un proyecto de ley presentado al Senado por Rafael Uribe Uribe. El primer ministro de Agricultura y Comercio fue Jorge Enrique Delgado, quien asumió las funciones el 7 de agosto de 1914, bajo la presidencia de José Vicente Concha.
El general Pedro Nel Ospina nombró Ministro de Agricultura a Antonio Paredes el 7 de agosto de 1922, pero la cartera fue suprimida el 31 de diciembre de 1923. La ley 100 de 1931 restableció el Ministerio de Agricultura y Comercio, pero esta solo pudo entrar en vigencia a partir de 1934 debido a la Guerra colombo-peruana. El Ministro nombrado por Enrique Olaya Herrera fue Sinforoso Ocampo quien debió reorganizar esta cartera. En esta época también se creó la Caja Agraria, la cual fue inicialmente una sección del Banco Agrícola Hipotecario, existente desde 1924.
Al asumir la presidencia Eduardo Santos en 1938 sancionó la ley 96 por medio de la cual fusionó el Ministerio de Industrias y Trabajo con el Ministerio de Agricultura y Comercio en el nuevo "Ministerio de Economía Nacional" y nombró como titular a Jorge Gartner. La institución permaneció nueve años hasta que la Ley 75 del 24 de diciembre de 1947 dividió el Ministerio de Economía en dos: Ministerio de Industria y Comercio y Ministerio de Agricultura y Ganadería.
Durante las décadas siguientes la población pasó a concentrarse en las ciudades. En 1961 se expidió la ley 135 que dio inicio a la reforma agraria creando el Instituto Colombiano de la Reforma Agraria (INCORA) Esta ley fue complementada por la ley 1 del 26 de enero de 1968,
La ley 101 del 23 de diciembre de 1993 estableció el desarrollo agrario y pesquero en el país de acuerdo con los artículos 64, 65 y 66 de la Constitución. En complemento a esta ley se dictó el decreto 1279 del 22 de junio de 1994 a través del cual se reestructuró el Ministerio de Agricultura y se le dio el nombre actual de "Ministerio de Agricultura y Desarrollo Rural". El Decreto 2478 de 1999 regula el funcionamiento del Ministerio, establece su organización actual y da pautas para el funcionamiento de las entidades y corporaciones adscritas.

## Sede

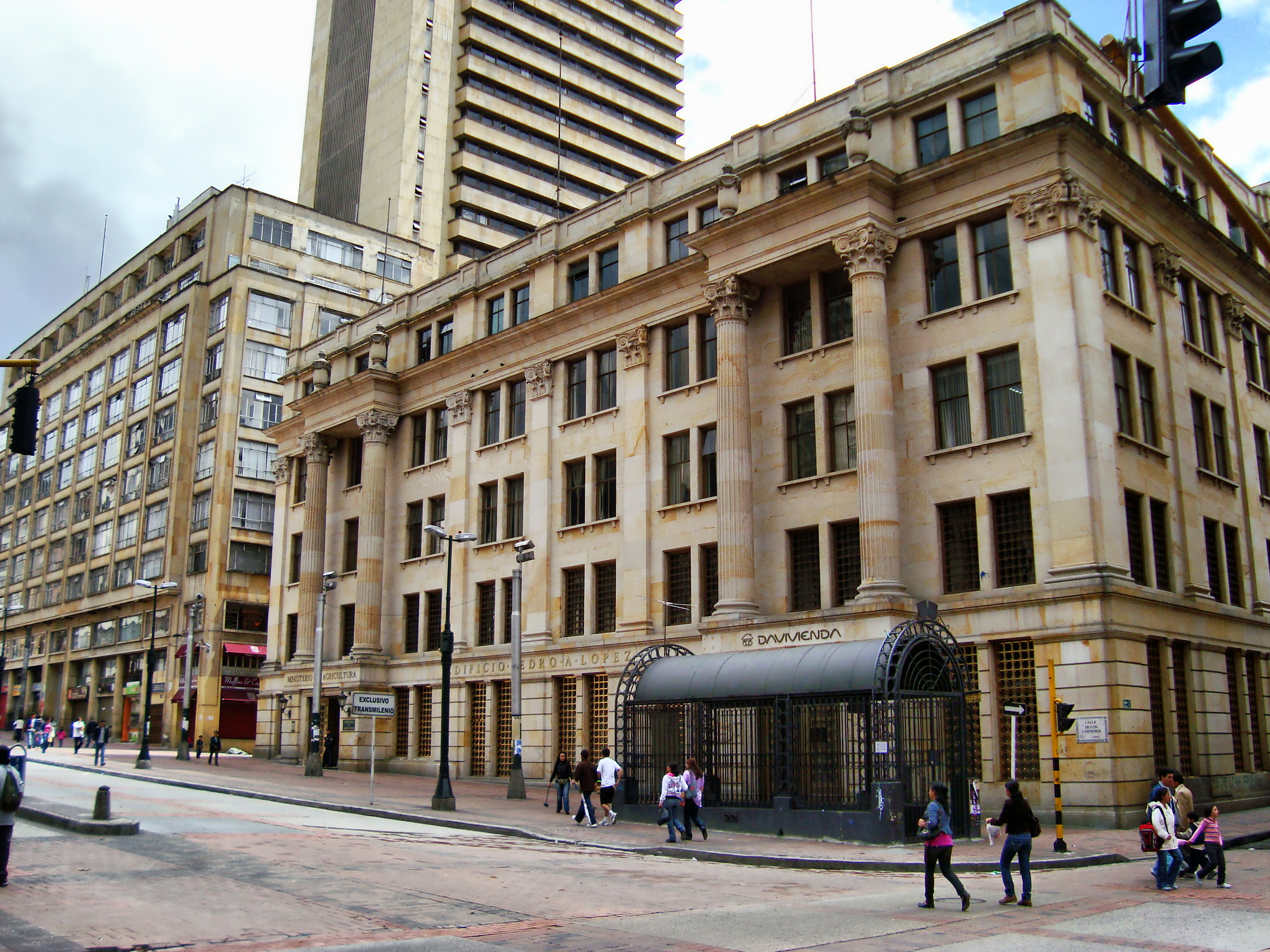
Edificio Pedro A. López.

El Ministerio de Agricultura y Desarrollo Rural tiene su sede en el edificio Pedro A. López, ubicado frente al Palacio de San Francisco, en el costado sur de la Avenida Jiménez de Bogotá. El edificio fue diseñado por el arquitecto estadounidense Robert Farrington a solicitud de Pedro A. López y construido entre 1919 y 1924 por la firma Fred T. Ley Company. El edificio fue el primero de la ciudad en utilizar el acero cubierto con cemento y el primero en contar con un ascensor eléctrico y grandes vidrieras. La construcción fue reformada en 1932 y en 1948. Cuenta con cinco pisos y tiene dos accesos: el principal en la Avenida Jiménez y un acceso de una sucursal bancaria sobre la Carrera Octava.
En el mismo edificio funcionó el Banco Pedro A. López hasta que quebró y fue vendido en 1923 al Banco de la República. En 1958 el Banco de la República se trasladó a su edificio actual en la Carrera Séptima. Durante esta misma época el cuarto piso del edificio se destinó a la colección del Museo Nacional de Colombia en ocho salas de exhibición, previo a su traslado definitivo al edificio actual, en donde funcionó el Panóptico de Cundinamarca. Posteriormente el edificio Pedro A. López pasó a albergar sucesivamente a la Federación Nacional de Cafeteros de Colombia y al Banco Cafetero.

## Entidades descentralizadas
Las entidades descentralizadas del sector son: las adscritas(ICA, ADR),las vinculadas(bolsa nacional agropecuaria, BANAGRO S.A, FINAGRO, VECOL S.A, COMCAJA, ALMAGRARIO S.A, corporaciones de abastos), las corporaciones de participación mixta (corpoica, CCI), y los planes programas y fondos del sector.

### Fondo para el Financiamiento del Sector Agropecuario
FINAGRO es la entidad financiera que promueve el desarrollo económico del sector rural creado por el Artículo 7 de la Ley 16 de 1990. Es una sociedad de economía mixta, es decir, que se constituye con aportes estatales y de capital privado (Art. 461 del Código de Comercio), con operación a escala nacional y organizada como establecimiento de crédito con régimen especial. Es vigilada por la Superintendencia Financiera de Colombia (SFC) y está vinculada al Ministerio de Agricultura y Desarrollo Rural (MADR). Su patrimonio es propio y cuenta con autonomía administrativa.

### Caja de Compensación Familiar Campesina
COMCAJA fue creada mediante Ley 101 de 1.993 como una corporación de subsidio familiar y como persona jurídica sin ánimo de lucro, perteneciente al sector agropecuario y vinculada al Ministerio de Agricultura, presta servicios de impacto social satisfaciendo a la población afiliada y no afiliada en el ámbito territorial.

### Fiduagraria
FIDUAGRARIA S.A. es una Sociedad Anónima de economía mixta sujeta al régimen de empresa industrial y comercial del Estado, del orden nacional, vinculada al Ministerio de Agricultura y Desarrollo Rural, administra e invierte el patrimonio con el fin de obtener la mejor rentabilidad posible.

### Empresa colombiana de productos veterinarios
VECOL es una empresa de biotecnología que investiga, desarrolla, fabrica y comercializa productos para promover la salud, productividad al sector agropecuario y bienestar al ser humano.

### Almagrario
Ofrecer servicios de almacenamiento de mercancía, agenciamiento aduanero, operación de descargue graneles, tratamiento y adecuación de granos, administración de contenedores, manejo y distribución de mercancías y emisión de títulos valores CDM y Bonos de Prenda.

### Corporación Colombiana de Investigación Agropecuaria - Agrosavia
Agrosavia (antes Corpoica), es una entidad pública descentralizada por servicios con régimen privado, encargada de generar conocimiento científico y soluciones tecnológicas a través de actividades de investigación, innovación, transferencia de tecnología y formación de investigadores, en beneficio del sector agropecuario colombiano.
AGROKIDS, estrategia para integrar a los niños en primera infancia con el campo.

### Banco Agrario de Colombia
El Banco Agrario de Colombia S.A., tiene como objeto desarrollar las operaciones propias de un establecimiento bancario comercial, financiar en forma principal, las actividades relacionadas con el sector rural, agrícola, pecuario, pesquero, forestal y agroindustrial, con la mayor cobertura presencial del país.

### Instituto Colombiano Agropecuario
El Instituto Colombiano Agropecuario, ICA, es una entidad pública perteneciente al Sistema Nacional de Competitividad, Ciencia, Tecnología e Innovación, SNCCTI, y adscrita al Ministerio de Agricultura y Desarrollo Rural. Se creó en 1962 para coordinar e intensificar las labores de investigación, enseñanza y extensión de las ciencias agropecuarias, y especialmente para facilitar la reforma social agraria.
El ICA tiene la responsabilidad de controlar la sanidad agropecuaria a través de la aplicación de medidas sanitarias y fitosanitarias, con Además le corresponde la vigilancia epidemiológica, evaluación, gestión y comunicación del riesgo en la producción primaria. También lidera el desarrollo de acuerdos y negociaciones internacionales  en materia fitosanitaria y zoosanitaria para la apertura de los mercados a los productos del campo colombiano.
La sede principal se encuentra en la ciudad de Bogotá y cuenta con 32 gerencias seccionales en cada departamento y a su vez 178 oficinas locales. Posee a su vez cinco subgerencias: de Análisis y Diagnóstico, Regulación, Protección Vegetal, Animal y Fronteriza.

### Unidad Nacional de Tierras Rurales
UNAT es una Unidad Administrativa Especial del orden nacional, con personería jurídica, adscrita al Ministerio de Agricultura y Desarrollo Rural .Es el instrumento de planificación, administración y disposición de los predios rurales de propiedad de la Nación, con el propósito de lograr su apropiada utilización de acuerdo con la vocación y los fines que correspondan.La Unidad Nacional de Tierras Rurales adelanta estudios y análisis para la definición de una política de tierras, define criterios y diseñar instrumentos para el ordenamiento productivo de las áreas aptas para el desarrollo agropecuario, adelanta los procedimientos encaminados a delimitar las tierras de propiedad de la Nación.

### Corporación de Abastos de Bogotá
En 1970 se constituyó la sociedad denominada Promotora de la gran Central de Abastos de Bogotá Limitada con el fin de garantizar la seguridad alimentaria de los colombianos. Con objeto de contribuir a la solución del mercado de productos agropecuarios de Bogotá.

### Entidades desaparecidas

#### Instituto Colombiano de Desarrollo Rural
El Instituto Colombiano de Desarrollo Rural (Incoder) fue creado en 2003 con el objetivo de promover el desarrollo rural y la reforma agraria en Colombia. Sin embargo, a lo largo de su existencia, la entidad enfrentó múltiples denuncias de corrupción y malos manejos administrativos. Estas irregularidades llevaron al gobierno del presidente Juan Manuel Santos a decretar su liquidación en diciembre de 2015, proceso que culminó en diciembre de 2016. Sus funciones fueron absorbidas por otras entidades como Agencia Nacional de Tierras, Agencia de Desarrollo Rural (ADR) y la Autoridad Nacional de Acuicultura y Pesca (AUNAP). 
El Incoder a su vez había recogido las funciones que desarrollaban las desaparecidos entidades DRI, INAT, INPA e INCORA que fueron también liquidadas.

#### Instituto Colombiano de la Reforma Agraria
El Instituto Colombiano de la Reforma Agraria, o INCORA, era la institución del Estado Colombiano encargada de promover el acceso a la propiedad rural y su ordenamiento social, ambiental y cultural para propiciar el desarrollo productivo sostenible de la economía campesina, indígena y negra, mediante la redistribución democrática de la propiedad, la conformación de empresas básicas agropecuarias y el fomento a los servicios complementarios de desarrollo rural. Instituto Nacional de Pesca y Acuicultura (IMPA): organismo que se encargaba de ejecutar la política pesquera y acuícola, para así contribuir al desarrollo sostenido de estas actividades, con el fin de incorporarlas de manera decidida a la economía del país, garantizando la explotación racional y adecuada de los recursos pesqueros y acuícolas. Fondo de cofinanciación para la Inversión Rural (DRI): Su objetivo era contribuir al mejoramiento de la calidad de vida de la población rural. El Instituto Colombiano de la Reforma Agraria (INCORA) fue disuelto por el Decreto 1292 del 2003 siendo reemplazado por el Instituto de Desarrollo Rural (INCODER) bajo el Decreto 1300 del mismo año 2003.

## Organismos Sectoriales de Asesoría y Coordinación
1 La comisión Nacional de Crédito agropecuario. 2 El consejo Nacional de Adecuación de Tierras. 3 El consejo nacional de Reforma agraria y desarrollo rural campesino. 4 El consejo de Nacional del estado de derechos humanos y Secretarias de Agricultura

## Ministros de Agricultura y Desarrollo Rural
Los Ministros de Agricultura más recientes han sido:
|  | Periodo                                         | Ministro (a)              | Ministro (a) | Partido             |
|  | ----------------------------------------------- | ------------------------- | ------------ | ------------------- |
|  | 7 de agosto de 1990 – 25 de noviembre de 1991   | María del Rosario Síntes  |              | Partido Liberal     |
|  | 25 de noviembre de 1991 – 20 de marzo de 1993   | Alfonso López Caballero   |              | Partido Liberal     |
|  | 20 de marzo de 1993 – 7 de agosto de 1994       | José Antonio Ocampo       |              | Partido Liberal     |
|  | 7 de agosto de 1994 – 19 de julio de 1995       | Antonio Hernández Gamarra |              | Partido Liberal     |
|  | 20 de julio de 1995 – 10 de enero de 1996       | Gustavo Castro Guerrero   |              | Partido Liberal     |
|  | 10 de enero de 1996 – 20 de marzo de 1997       | Cecilia López Montaño     |              | Partido Liberal     |
|  | 20 de marzo de 1997 – 7 de agosto de 1998       | Antonio Gómez Merlano     |              | Partido Liberal     |
|  | 7 de agosto de 1998 – 25 de agosto de 1999      | Carlos Murgas Guerrero    |              | Partido Liberal     |
|  | 25 de agosto de 1999 – 7 de agosto de 2002      | Rodrigo Villalba Mosquera |              | Partido Liberal     |
|  | 7 de agosto de 2002 – 4 de febrero de 2005      | Carlos Gustavo Cano       |              | Partido Conservador |
|  | 4 de febrero de 2005 – 9 de febrero de 2009     | Andrés Felipe Arias       |              | Partido Conservador |
|  | 9 de febrero de 2009 – 7 de agosto de 2010      | Andrés Fernández Acosta   |              | Partido Conservador |
|  | 7 de agosto de 2010 – 27 de mayo de 2013        | Juan Camilo Restrepo      |              | Partido Conservador |
|  | 2 de junio de 2013 – 11 de septiembre de 2013   | Francisco Estupiñán       |              | Partido Conservador |
|  | 11 de septiembre de 2013 – 18 de agosto de 2014 | Rubén Darío Lizarralde    |              | Partido Conservador |
|  | 19 de agosto de 2014 – 3 de octubre de 2017     | Aurelio Iragorri Valencia |              | Partido de la U     |
|  | 3 de octubre de 2017 – 25 de julio de 2018      | Juan Guillermo Zuluaga    |              | Partido de la U     |
|  | 25 de julio de 2018 – 7 de agosto de 2018       | Claudia Jimena Cuervo (e) |              | Independiente       |
|  | 7 de agosto de 2018 – 7 de febrero de 2020      | Andrés Valencia Pinzón    |              | Partido Conservador |
|  | 24 de febrero de 2020 – 7 de agosto de 2022     | Rodolfo Enrique Zea       |              | Partido Conservador |
|  | 7 de agosto de 2022 - 26 de abril de 2023       | Cecilia López Montaño     |              | Independiente - PLC |
|  | 26 de abril de 2023 - 8 de julio de 2024        | Jhénifer Mojica Flórez    |              | Independiente - CH  |
|  | 8 de julio de 2024 - En el cargo                | Martha Carvajalino        |              | Independiente       |